# Kanton Faverges
Kanton Faverges (fr. Canton de Faverges) je francouzský kanton v departementu Horní Savojsko v regionu Rhône-Alpes. Skládá se z 10 obcí.

## Obce kantonu
- Chevaline
- Cons-Sainte-Colombe
- Doussard
- Faverges
- Giez
- Lathuile
- Marlens
- Montmin
- Seythenex
- Saint-Ferréol